# Правило Волкера
Правило Волкера (англ. The Volcker Rule) — это особая часть Закона Додда — Франка (англ. The Dodd — Frank Act), предложенная американским экономистом Полом Волкером (англ. Paul Volcker) и принятая финансовыми регуляторами США. Закон ограничивает участие банков США в операциях купли-продажи ценных бумаг на свои собственные средства, изначально предназначенные для покрытия обязательств перед его клиентами. Правило распространяется на банки, которые привлекают вклады от населения и организаций. Изменение в первую очередь направлено на ограничение рискованной деятельности системообразующих банков, таких как Goldman Sachs, Morgan Stanley и JPMorgan Chase.

## Подготовка
Пол Волкер, бывший глава Федеральной Резервной Системы, был назначен главой совета по вопросам экономического восстановления США в 2009 году Бараком Обамой. Совет был создан как реакция на финансовый кризис в 2007—2008 годах.
Правило Волкера основывается на предположении о том, что крупные сделки банков, связанные с использованием собственных средств для купли-продажи ценных бумаг, имеют сильное влияние на состояние всего банка в целом и могут привести к угрозе сохранности вкладов розничных и корпоративных клиентов банка.
В январе 2010 года Барак Обама внес закон на обсуждение, после чего началась полемика между банковским сообществом с одной стороны и политиками и экономистами с другой. Банки настаивали на том, что данное правило существенно ограничивает их способность генерировать прибыль в то время как другая сторона указывала, что данный закон делает всю финансовую систему более стабильной.

## Цель закона
Правило Волкера введено с целью минимизировать возможность повторения финансового коллапса 2007—2008 годов. По мнению многих специалистов, одной из главных его причин стала трейдерская деятельность крупнейших банков США, которые вложили свободные капитальные запасы в ипотечные ценные бумаги. Падение стоимости этих активов привело к банкротству многих финансовых организаций, в том числе Lehman Brothers, Bear Stearns и Merrill Lynch. Новый закон распространяется на финансовые учреждения США, платежеспособность которых гарантируется государством или имеющих доступ к кредитам Федеральной резервной системы. Поскольку правительство США гарантирует сохранность вкладов, то коллапс банков, держащих вклады, приводит к необходимости использовать средства налогоплательщиков на восстановление платежеспособности обанкротившегося финансового учреждения.

Пол Волкер предложил очень простое правило: банки могут заниматься рискованными финансовыми операциями только и исключительно по заказам своих клиентов. Тогда клиенты сами и рискуют. А если банк будет рисковать деньгами вкладчиков в своих интересах, ради собственной прибыли, то и возникает ситуация, когда выгоды оказываются частными, а если потери, случись кризис, ложатся на налогоплательщика, на всю финансовую систему.
— М. Бернштам, Научный сотрудник Гуверовского центра Стэнфордского университета в США
Новый закон предписывает, что единственной возможной целью деятельности банков на бирже теперь может быть лишь осуществление биржевых заказов его клиентов или посредничество в роли гаранта ликвидности сделок (англ. market-making). Таким образом, банкам запрещается использовать собственные средства для торговли ценными бумагами и производными финансовыми инструментами, такими как фьючерсы и опционы, если эта торговля осуществляется для получения собственной прибыли. Правило также требует от банка разграничить торговые операции, осуществляемые от имени клиента от тех, которые совершаются на собственные ресурсы банка.
Под запрет также подпадает возможность иметь более чем 3 % долю в хедж-фондах, а также поощрение купли-продажи ценных бумаг на средства банка через бонусы сотрудникам. Ограничение участия банков в хедж-фондах связано с тем, что вложения в хедж-фонды считаются высокорискованными операциями, которые могут привести к серьезным потерям.

## Реакция банков
Многие системообразующие банки США не стали дожидаться срока вступления закона в силу в апреле 2014 года и свернули свою деятельность, связанную с торговлей ценными бумагами. Bank of America, для которого такая торговля составляла 14 % от всех доходов, подсчитал, что закрытие подобных операций привело к недополучению 500 млн долларов в квартал.
Доход от торговых операций Goldman Sachs составлял 44 % на третий квартал 2013 года. Согласно расчетам экономистов FBR Capital Markets, банк Goldman Sachs может потерять из-за правила Волкера 25 % годовых доходов. Такая зависимость от купли-продажи ценных бумаг за свой счет вынудила Goldman Sachs искать способ избежать ограничений. В частности, по сообщениям СМИ, банк обдумывает стратегии видоизменения механизмов привлечения и инвестирования средств.
Согласно оценке Standard & Poor's, восемь ведущих финансовых организаций США все вместе недополучат $10 млрд доналоговой прибыли в год после полного вступления правила Волкера в силу.
Через две недели после принятия этого закона, финансовые организации в составе Американской ассоциации банкиров (American Bankers Association, ABA) подали иск в Апелляционный суд с целью оспорить правило в судебном порядке. В их заявлении отмечается, что в случае вступления в силу положений «правила Волкера» многим банкам придется избавиться от определенных инвестиций или полностью списать их, зафиксировав убытки.

## Реакция других стран
В январе 2014 года Европейский Союз объявил о том, что ведет работу над похожим законом, который может вступить в силу для банков ЕС в 2018 году.